# 2146 Stentor
2146 Stentor là một Trojan của Sao Mộc quay quanh điểm L4 của hệ Mặt Trời-Sao Mộc. Nó được đặt theo tên vị anh hùng Hy Lạp Stentor. Nó được phát hiện bởi Richard Martin West ngày 24 tháng 10 năm 1976 ở Đài thiên văn La Silla ở Chile. 2148 Epeios cũng được phát hiệu cùng ngày bởi West.